# Renée David
Renée Louise David est une verbicruciste française, née le 24 juin 1892 à Sèvres et morte le 18 septembre 1938 à Suresnes.

## Biographie
Elle est l'aînée de quatre enfants, nés du mariage de Marie-Agnès Budichovsky (1871-1954) et d'Alfred David (1866-1940). Son père réussit son bac, ce qui est rare à l'époque. Il commence sa carrière au ministère des Colonies en 1883. Il progresse rapidement et passe chef de bureau hors-cadre, adjoint du secrétaire général de Madagascar en 1899. À Tananarive, il côtoie Joseph Gallieni et Hubert Lyautey, futurs maréchaux, qui le proposeront bien plus tard à la Légion d'honneur. Après son retour en métropole en 1901, il demande un poste de trésorier-payeur qu'il obtient en 1903 à Conakry. En mai 1923, il obtient une trésorerie générale à Rodez puis en 1925 à Bar-le-Duc. Il prend sa retraite en 1931. Il meurt en 1940 de la maladie de Parkinson. Il est enterré avec sa fille Renée.
Renée David poursuit ses études à maison d'éducation de la Légion d'honneur de Saint-Denis de 1905 à 1909. Pendant la Première Guerre mondiale, elle s'engage au service militaire de la Santé. Elle est infirmière pendant toute la guerre, période pendant laquelle elle perd son amour secret et reste ensuite « une vieille demoiselle ».
Journaliste, elle débute en 1923 dans Le Journal. Elle publie des articles et des dossiers comme La Femme en chemin avec une question : « Devons-nous assouplir les liens du mariage ? », qui seront regroupés dans un ouvrage La Femme en chemin. Devons-nous assouplir les liens du mariage ? Elle écrit aussi dans la rubrique Les Contes de Paris-Soir tout comme Curnonsky ou  Tristan Bernard.
Sa vie professionnelle bascule en participant en 1925 à un concours de mots-croisés organisé par Tristan Bernard. Elle triomphe devant des centaines de participants. Tristan Bernard lui conseille de devenir professionnelle.
Elle devient la première verbicruciste francophone. Dès juin 1925, elle fonde et dirige le Journal des mots croisés et des jeux de sociétés que Tristan Bernard soutient. Tristan Bernard se lance en 1926 dans la publication d'une revue, Le Gril hebdomadaire. C'est un échec. Il cède la revue en 1928 à Renée David, qui la rebaptise Le Gril Littéraire, avant de la fusionner avec son Journal des mots croisés.
Dans Le Journal, elle remplace en août 1930 Tristan Bernard, qui abandonne sa place après 48 grilles publiées en 45 semaines. Elle va publier 746 grilles jusque fin 1937 et notamment la grille où figure la définition qui lui vaudra le titre de reine des mots croisés : « Vident les baignoires et emplissent les lavabos » dont la solution est Entr'actes (graphie du Petit Larousse de l'époque). Longtemps attribuée à Tristan Bernard, celui-ci a pourtant bien précisé que Renée David en est l'auteure.

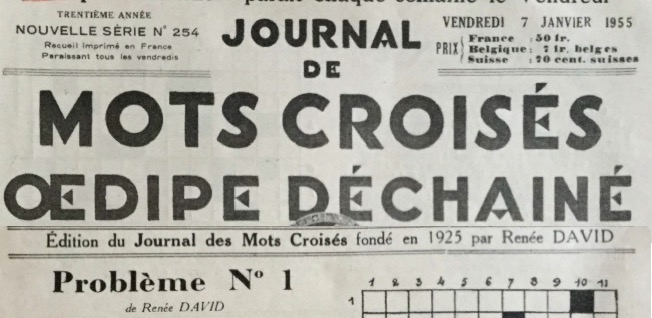
La « reine Renée » toujours en première position 30 ans après ses débuts.

Elle est membre de la Société des gens de lettres d'octobre 1925 à juillet 1932 où elle dépose trois pseudonymes : Nange-Teplux, Dumont Parnaud  et Monlys.
Elle est victime d'un accident de taxi fin 1937 qui l'affecte de lourdes séquelles. Elle meurt quelques mois après, le 18 septembre 1938, et est inhumée au cimetière du Père-Lachaise (division 97).
Lorsque L'Œdipe déchainé parait en 1945, faisant suite au Journal des mots croisés, la première grille proposée aux lecteurs sera toujours celle de Renée David, ce qui perdura jusqu'en 1981.

## Ouvrages de mots croisés
- 1928 : Œdipe-roi, recueil de 50 problèmes de mots croisés
- 1928 : Œdipe s'amuse, 50 problèmes inédits de mots croisés
- 1932 : Mots croisés, 50 grilles, préface de Tristan Bernard (lire sur Gallica)
- 1933 : Les Loisirs d'Œdipe
- 1933 : Trésor Œdipe
- 1933 : Œdipe 1933
- 1934 : Œdipe 1934
- 1935 : Œdipe 1935
- 1936 : Œdipe 1936
- 1937 : 50 problèmes de mots croisés, Œdipe
- 1940 : 40 problèmes de mots croisés, préface de Tristan Bernard
- 1940 : Nouveaux choix de problèmes, préface de Curnonsky
- non datés : Le nouvel Œdipe ;  Fantaisie Œdipe ; Œdipe en vacances ; Œdipe et le sphinx…

## Réédition des grilles publiées dans Le Journal
- 2019 : Renée David, 50 grilles inédites, Volume 1, auto-éditeur ,  (ISBN 978-1-08963-798-1)
- 2019 : Renée David, 50 grilles inédites, Volume 2, auto-éditeur ,  (ISBN 978-1-68890-390-6)
- 2020 : Renée David, 50 grilles inédites, Volume 3, auto-éditeur ,  (ISBN 979-8-62204-824-1)
- 2020 : Renée David, 50 grilles inédites, Volume 4, Printemps 2020

## Autres ouvrages
- 1924 : La Femme en chemin. Devons-nous assouplir les liens du mariage ?